# John Lilburne
John Lilburne (c. 1614 29 de agosto de 1657), también conocido como Freeborn John, fue un político inglés y nivelador previo a, durante y después de la guerra civil inglesa  1642-1650. Acuñó el término freeborn rights, definiéndolos como derechos naturales con los que nace todo ser humano, a diferencia de los derechos otorgados por el gobierno o la ley humana. En sus primeros años de vida fue un puritano, aunque hacia el final de su vida se convirtió en un cuáquero. Sus obras han sido citadas en opiniones de la Corte Suprema de los Estados Unidos.

## Primeros años
John Lilburne fue hijo de Richard Lilburn, heredero de "una propiedad señorial modesta" en Thickley Punchardon cerca del Obispo Auckland, Condado de Durham, y su esposa Margaret, hija de Thomas Hixon. Probablemente nació en Sunderland, pero se desconoce la fecha exacta de su nacimiento; existe cierta controversia sobre si nació en 1613, 1614 o 1615. Su padre, Richard Lilburne, fue el último hombre en Inglaterra en insistir en que se le debería permitir resolver una disputa legal con un juicio por combate hasta que Abraham Thornton lo hizo en 1818. El hermano mayor de John Robert Lilburne también participó más tarde en la causa parlamentaria, pero parece  no haber compartido las creencias niveladoras de John. Según su propio relato, Lilburne recibió los primeros diez años de su educación en Newcastle, casi seguro en la Royal Free Grammar School. También estudió en Bishop Auckland.
En la década de 1630, fue aprendiz de John Hewson, quien le presentó al médico puritano John Bastwick, un panfletista activo contra el episcopado que fue procesado por el arzobispo William Laud. La conexión de Lilburne con Bastwick, cuya "Letanía" participó en la impresión, lo obligó a huir a los Países Bajos.

## "Juan nacido libre"
A su regreso de Holanda, Lilburne fue arrestado (11 de diciembre de 1637) por imprimir y hacer circular libros sin licencia, particularmente "News from Ipswich" de William Prynne, que no tenía licencia de la Stationers' Company. En ese momento, todas las imprentas y publicaciones debían tener licencia, y los editores estaban sujetos al Tribunal de la Alta Comisión.
Tras su arresto por información de un informante de la Papelería, Lilburne fue llevado ante la Cámara Estrellada. En lugar de ser acusado de un delito, se le preguntó cómo se declaró. En sus interrogatorios se negó a tomar el juramento conocido como el ex officio juramento (sobre la base de que no estaba obligado a incriminarse a sí mismo), y por lo tanto puso en tela de juicio el procedimiento habitual del tribunal . Como persistió en su contumacia, fue sentenciado el 13 de febrero de 1638 a ser multado con 500 libras esterlinas, azotado y encarcelado hasta que obedeciera.
El 18 de abril de 1638, Lilburne fue azotado con un látigo de tres correas en la espalda desnuda, mientras lo arrastraban con las manos atadas a la parte trasera de un carro tirado por bueyes desde la Prisión del Fleet hasta la picota en Westminster. Luego se vio obligado a agacharse en la picota, donde todavía se las arregló para hacer campaña contra sus censores mientras distribuía más literatura sin licencia a las multitudes. Luego fue amordazado. Finalmente fue llevado de nuevo a la corte y nuevamente encarcelado. Durante su encarcelamiento en Fleet fue tratado con crueldad. Sin embargo, mientras estaba en prisión, logró escribir e imprimir en 1638 un relato de su propio castigo titulado "La obra de la bestia", y en 1639 una disculpa titulada "Salid de ella, pueblo mío" para la separación de la Iglesia de Inglaterra.
Tras su liberación, Lilburne se casó con Elizabeth Dewell (la hija de un comerciante de Londres) en septiembre de 1641. La agitación de Lilburne continuó: el mismo año dirigió un grupo de ciudadanos armados contra un grupo de oficiales realistas, que se retiraron.
Ese fue el primero de una larga serie de juicios que duraron toda su vida por lo que John Lilburne llamó sus "derechos de freeborn", incluido el derecho a escuchar la acusación, el derecho a enfrentar a los acusadores y el derecho para evitar la autoincriminación. Como resultado de estos juicios, un número creciente de seguidores comenzaron a llamarlo "Freeborn John" e incluso acuñaron una medalla en su honor en ese sentido. Es este juicio el que ha sido citado por juristas y académicos constitucionales en los Estados Unidos de América como uno de los fundamentos históricos de la Quinta Enmienda a la Constitución de los Estados Unidos. También se cita dentro de la opinión mayoritaria de 1966 de Miranda v. Arizona por la U.S. Corte Suprema.

## Guerra civil inglesa
En la primera guerra civil inglesa se alistó como capitán en el regimiento de infantería de Lord Brooke en el ejército parlamentario comandado por el Conde de Essex y luchó en la Batalla de Edgehill. Fue miembro de la guarnición del Parlamento en Brentford contra el Príncipe Rupert durante la Batalla de Brentford en 1642 que tuvo lugar el 12 de noviembre de 1642 mientras los realistas avanzaban sobre Londres y, tras intentar escapar saltando al Támesis, fue llevado como prisionero a Oxford. Los realistas planearon juzgar a Lilburne, como el primer cabeza redonda prominente capturado en la guerra, por alta traición. Pero cuando el Parlamento amenazó con ejecutar a los prisioneros realistas en represalia (ver la Declaración de Lex Talionis), Lilburne fue intercambiado por un oficial realista.
Luego se unió a la Asociación del Este bajo el mando del Conde de Mánchester como voluntario en el asedio de Lincoln, y el 7 de octubre de 1643 fue comisionado como mayor en el regimiento de a pie del Coronel King. El 16 de mayo de 1644 fue transferido a los propios dragones de Mánchester con el rango de teniente coronel. Se hizo amigo de Oliver Cromwell, quien era el segundo al mando, apoyándolo en sus disputas con Mánchester. Luchó con distinción en la Batalla de Marston Moor en 1644. Poco después pidió permiso para atacar la fortaleza realista en el Castillo de Tickhill, porque había oído que estaba dispuesto a rendirse. Mánchester se negó, descartándolo como un loco. Tomando eso como un sí, fue y tomó el castillo sin que se disparara un tiro.
En abril de 1645, Lilburne renunció al ejército porque se negó a firmar la Liga y Pacto Solemne presbiteriana, con el argumento de que el pacto privaba de la libertad de religión a quienes podían jurarlo, es decir, a los miembros del ejército parlamentario. Lilburne argumentó que había estado luchando por esta libertad entre otras. Este fue prácticamente un tratado entre Inglaterra y Escocia para la preservación de la religión reformada en Escocia, la reforma de la religión en Inglaterra e Irlanda "según la palabra de Dios y el ejemplo de las mejores iglesias reformadas", y la "extirpación del papismo [y] la prelacia". Los escoceses, sostenía, eran libres de creer como les pareciera, pero no vincular a nadie a la misma fe si no la compartían.
El historiador C.H. Firth opinó que Lilburne se había ganado una gran reputación por su coraje y parece haber sido un buen oficial, pero su carrera militar no tuvo suerte. Pasó unos seis meses en prisión en Oxford, fue saqueado de todo lo que tenía en el relevo de Newark por parte de Rupert (22 de marzo de 1644), recibió un disparo en el brazo en la toma de Walton Hall, cerca de Wakefield (3 de junio de 1644), y recibió muy poca paga. Sus atrasos cuando dejó el servicio ascendían a £ 880. También logró pelear, primero con el coronel King y luego con el conde de Mánchester, a quienes consideraba tibios, incapaces y traicioneros. Hizo todo lo posible para que King fuera destituido y fue uno de los autores del cargo de alta traición en su contra, que fue presentado a la Cámara de los Comunes por parte del comité de Lincoln en agosto de 1644. La disputa con Mánchester se debió a que Lilburne convocó y capturó el castillo de Tickhill en contra de las órdenes de Mánchester, y Lilburne fue uno de los testigos de Cromwell en su acusación contra Mánchester.

## Peleas con William Prynne
Además de las disputas que tuvo con los oficiales del ejército, Lilburne pronto se peleó con William Prynne.
El 7 de enero de 1645 dirigió una carta a Prynne, atacando la intolerancia de los presbiterianos y reclamando la libertad de conciencia y de expresión para los independientes. Prynne, amargamente indignado, obtuvo un voto de los Comunes convocando a Lilburne ante el comité de exámenes (17 de enero de 1645). Cuando apareció (17 de mayo de 1645), el comité lo despidió con una advertencia. Por segunda vez (18 de junio de 1645), Prynne hizo que Lilburne fuera llevado ante el mismo comité, acusado de publicar panfletos sin licencia, pero nuevamente fue despedido sin castigo. Prynne descargó su malicia en un par de panfletos: "Un nuevo descubrimiento de prodigiosos errantes: estrellas y tizones de fuego", y "El mentiroso confundido", a lo que Lilburne respondió en "Inocencia y verdad justificadas" (1645). El Dr. John Bastwick tomó una parte menor en la misma controversia.

## Agitación

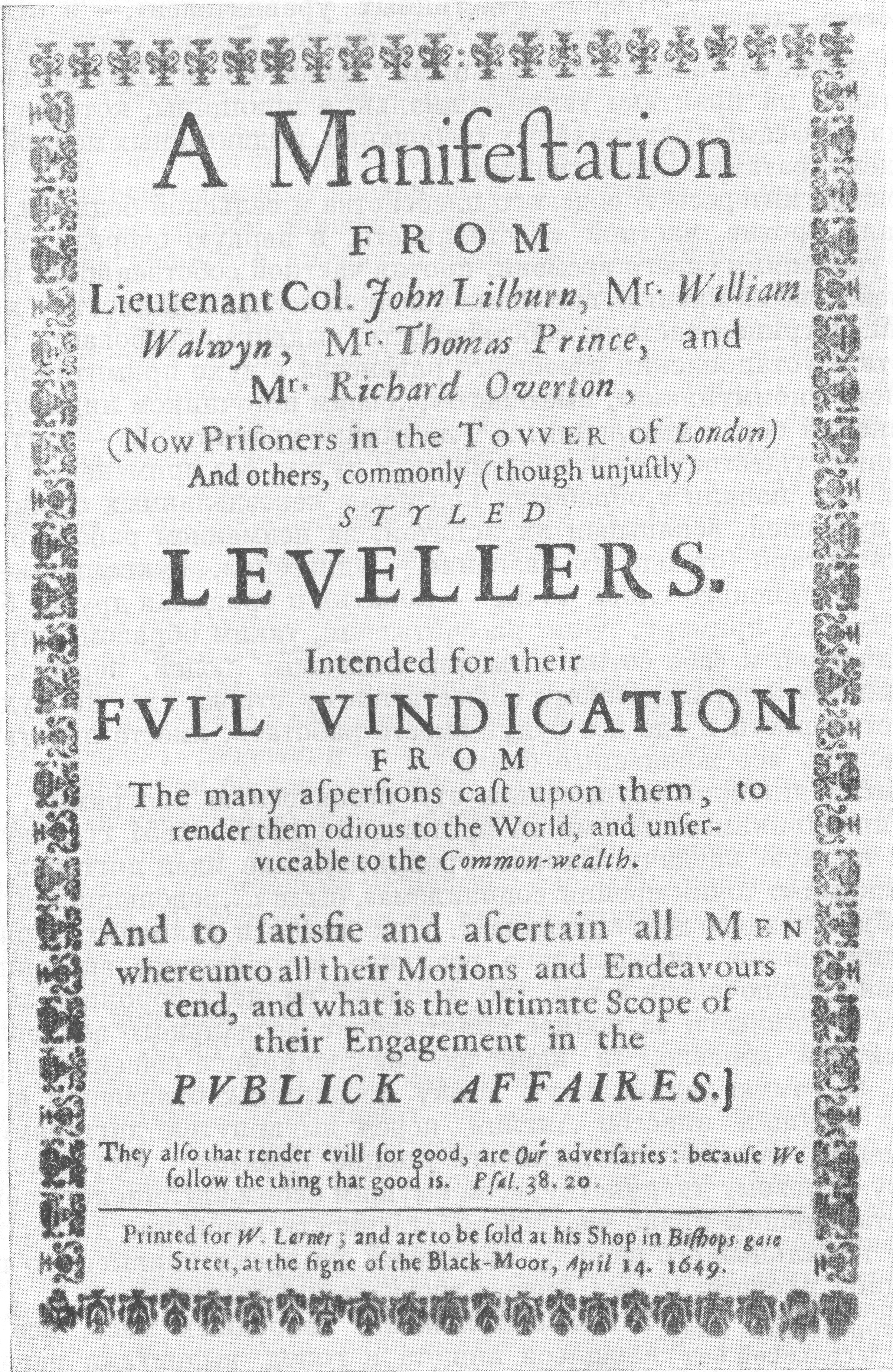
Manifiesto de Levellers

John Lilburne luego comenzó en serio su campaña de agitación por los derechos de los nacidos libres, los derechos con los que nacen todos los ingleses, que son diferentes de los privilegios otorgados por un monarca o un gobierno. También abogó por el sufragio extendido, la igualdad ante la ley y la tolerancia religiosa. Sus enemigos lo tildaron de Nivelador, pero Lilburne respondió que era un "supuesto nivelador". Para él era una etiqueta peyorativa que no le gustaba. Llamó a sus seguidores "agitadores". Se temía que los "Niveladores" quisieran nivelar los derechos de propiedad, pero Lilburne quería nivelar los derechos humanos básicos a los que llamó "freeborn rights".
Al mismo tiempo que John Lilburne comenzó su campaña, otro grupo liderado por Gerrard Winstanley que se hacía llamar "Verdaderos niveladores" (que se conoció como Diggers), defendía la igualdad en la propiedad y los derechos políticos.

## Debates de Putney
Lilburne fue encarcelado de julio a octubre de 1645 por denunciar a los Miembros del parlamento que vivían cómodamente mientras los soldados comunes luchaban y morían por la causa del parlamentarismo. Fue mientras estaba encarcelado que escribió su tratado, El derecho de nacimiento de Inglaterra justificado.
En julio de 1646, fue encarcelado en la Torre de Londres por denunciar a su antiguo comandante, el conde de Mánchester, como traidor y simpatizante de los caballeros realistas. Fue la campaña para liberarlo de prisión lo que generó el partido político llamado Levellers. Lilburne los llamó "'llamados niveladores'" porque se veía a sí mismo como un agitador de los derechos de los nacidos libres.
Los Levellers tenían muchos seguidores en el Nuevo Ejército Modelo con quienes su trabajo fue influyente. Cuando el ejército celebró los Putney Debates entre el 28 de octubre y el 11 de noviembre de 1647, el debate se centró en un panfleto influenciado por los escritos de John Lilburne llamado  Un acuerdo del pueblo para una paz firme y presente sobre la base del derecho común.

## Constitución escrita
Lilburne jugó un papel decisivo en la redacción de dos ediciones más de este famoso documento. El segundo, Un Acuerdo del Pueblo de Inglaterra, y los lugares incorporados al mismo, para una paz segura y presente, sobre la base del derecho común, la libertad y la seguridad, se presentó al Parlamento el 11 de septiembre de 1648 después de acumular signatarios que incluían aproximadamente un tercio de todos los londinenses.[cita requerida]
Tras la derrota de los realistas y la abolición de la monarquía y la Cámara de los Lores, Inglaterra se convirtió en una Estado Libre Asociado en 1649 con el regicidio de Carlos I. Fue mientras estaba en la Torre de Londres que John Lilburne, William Walwyn, Thomas Prince y Richard Overton escribieron la tercera edición de "Un Acuerdo del Pueblo Libre de Inglaterra, Ofrecido como Ofrenda de Paz a esta Nación afligida. Esperaban que este documento se firmara como un referéndum para que se convirtiera en una constitución escrita para la Commonwealth de Inglaterra. El difunto juez de la Corte Suprema de los Estados Unidos Hugo Black, que a menudo citaba las obras de John Lilburne en sus opiniones, escribió en un artículo para Encyclopædia Britannica que creía en la obra constitucional de John Lilburne de 1649 fue la base de los derechos básicos contenidos en la Constitución de los Estados Unidos y la Carta de Derechos de los Estados Unidos.

## A juicio por alta traición
Cuando Hugh Peters visitó a John Lilburne en la Torre el 25 de mayo de 1649, Lilburne le dijo que hubiera preferido pasar siete años bajo el gobierno del difunto rey que uno bajo el régimen actual y que, en su opinión, si el régimen actual seguía siendo tan tiránico como era, entonces la gente estaría preparada para luchar por el "Príncipe Carlos". Tres meses después, en La protesta de los aprendices de los soldados, Lilburne afirmó que los aprendices y los soldados lucharon para mantener la constitución fundamental de la Commonwealth y los derechos de las personas en sus parlamentos al regular la Corona no contra la persona del Rey.

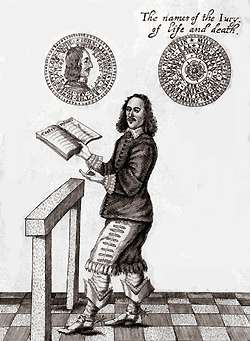
Lilburne lee de los Institutes of the Lawes of England en su juicio.

Hubo rumores después de la reunión de Broadway de enero de 1648, que Levellers estaban conspirando con realistas para derrocar a la nueva república. Durante el motín de Oxford esto se confirmó cuando el Parlamento adquirió una carta de un prisionero realista en la Torre de Londres a Lord Cottington, un asesor en el exilio con Carlos II en Francia, que sugería que los realistas deberían financiar los Levellers, como un método por el cual Charles podría ser restaurado al trono. Armado con esta evidencia, el parlamento publicó una larga declaración contra los Levellers y aprobó una moción para juzgar a Lilburne por alta traición, utilizando un tribunal similar al que había juzgado a Carlos I. Como en el juicio del Rey, la sentencia sería aprobado por comisionados designados (cuarenta para el juicio de Lilburne), pero a diferencia del caso del Rey (que no tenía pares), un jurado de 12 decidiría la culpabilidad o inocencia de Lilburne. El juicio tuvo lugar en el London Guildhall. Comenzó el 24 de octubre de 1649 y duró dos días. Cuando el jurado lo declaró inocente, el público gritó su aprobación tan fuerte y durante tanto tiempo que pasó otra media hora antes de que el proceso pudiera cerrarse formalmente.
Lilburne no fue liberado de inmediato y estuvo retenido durante dos semanas más antes de que la presión de la población y algunos amigos en el parlamento finalmente aseguraran su liberación. Aunque algunos miembros del parlamento estaban molestos por la liberación de Lilburne, el parlamento había logrado suprimir la disidencia abierta de Leveler. Los Levellers renunciaron a todos los intentos de incitar al país y al ejército a una rebelión abierta, y comenzaron a conspirar ineficazmente en secreto.

## 1649–1651
En lo que se refiere a la política, Lilburne durante los siguientes dos años se mantuvo en silencio. Fue elegido el 21 de diciembre de 1649 concejal común de la ciudad de Londres, pero el 26 el Parlamento declaró nula su elección, aunque había prestado el juramento requerido de ser fiel a la comunidad. Sin embargo, no se mostró disposición para procesarlo. El 22 de diciembre de 1648 había obtenido una ordenanza que le otorgaba 3.000 libras esterlinas, en compensación por sus sufrimientos de la Cámara de la Estrella, el dinero se hizo pagadero de las propiedades confiscadas de varios realistas en el condado de Durham. Como esta fuente había resultado insuficiente, Lilburne, con la ayuda de Marten y Cromwell, obtuvo otra ordenanza (30 de julio de 1650), cargando el resto de la suma en las tierras capitulares confiscadas, y así se convirtió en propietario de algunas de las tierras del capítulo de Durham.
Desde 1644, cuando se vio impedido por el monopolio de los comerciantes aventureros de ingresar al comercio de telas, Lilburne había abogado por la liberación del comercio de las restricciones de las compañías autorizadas y los monopolistas. Ahora asumió el caso de los fabricantes de jabón y escribió peticiones para ellos exigiendo la abolición del impuesto especial sobre el jabón, y aparentemente se convirtió él mismo en un fabricante de jabón. Los inquilinos del señorío de Epworth se sintieron agraviados por los cercamientos que se habían llevado a cabo bajo los esquemas para drenar Hatfield Chase y la Isla de Axholme. Lilburne asumió su causa, asistido por su amigo John Wildman, y encabezó un motín (19 de octubre de 1650), por medio del cual los plebeyos buscaban obtener la posesión de las tierras en disputa. Su celo no fue del todo desinteresado, ya que iba a tener dos mil acres para él y Wildman si los demandantes tenían éxito. John Morris, "alias" Poyntz, se quejó de haber sido estafado en algunas propiedades por poderosos enemigos, con la ayuda de John Browne, el difunto secretario de la Cámara de los Lores. Lilburne, que se había esforzado en nombre de Morris desde 1648, ahora retomó activamente su causa.
Mucho más grave en sus consecuencias fue la adopción de Lilburne de la pelea de su tío, George Lilburne, con Sir Arthur Hesilrige. En 1649, Lilburne había publicado un ataque violento contra Hesilrige, a quien acusaba de obstruir el pago del dinero que le concedía la ordenanza parlamentaria del 28 de diciembre de 1648. La pelea de George Lilburne con Hesilrige fue causada por una disputa sobre la posesión de ciertas minas de carbón en Durham, también originalmente propiedad de delincuentes realistas. John Lilburne intervino con un ataque violento contra Hesilrige y el comité, calificándolos de "hombres injustos e indignos, aptos para ser expulsados de toda sociedad humana y merecedores de algo peor que la horca". Luego se unió a Josiah Primat, la persona de quien George Lilburne afirmó que había comprado las minas de carbón, y presentó al parlamento, el 23 de diciembre de 1651, una petición que repetía; y especificando los cargos contra Hesilrige. Acto seguido, el Parlamento nombró un comité de cincuenta miembros para examinar testigos y documentos; quien informó el 16 de enero de 1652 que la petición era "falsa, maliciosa y escandalosa". Lilburne fue condenado a pagar una multa de 3.000 libras esterlinas al estado, daños y perjuicios de 2.000 libras esterlinas a Hesilrige y 500 libras esterlinas cada uno a cuatro miembros del Comité de Compensación con Delincuentes.
Además, John Lilburne fue condenado a ser desterrado de por vida, y el 30 de enero de 1652 se aprobó una ley del Parlamento a tal efecto.

### Exilio en Holanda
Lilburne pasó su exilio en los Países Bajos en Brujas y en otros lugares, donde publicó una vindicación de sí mismo y un ataque al gobierno. En su hostilidad hacia los líderes del ejército, Lilburne a menudo había contrastado desfavorablemente a los gobernadores actuales con Carlos I. Ahora frecuentaba la sociedad de caballeros notables, como los Lores Hopton, Colepeper, y Percy. Si se le proporcionaron diez mil libras, se comprometió a derrocar a Cromwell, el Parlamento y el Consejo de Estado, en un plazo de seis meses. "No sé", se le escuchó decir, "por qué no debería rivalizar con Cromwell, ya que una vez tuve un poder tan grande como él, y más grande también, y soy tan buen caballero". Pero con la excepción del Duque de Buckingham, ninguno de los realistas confió en él.

## Regreso, juicio y encarcelamiento
La noticia de la expulsión de Rump en abril de 1653 despertó las esperanzas de Lilburne de regresar a Inglaterra. Contando con la disposición plácida de Cromwell, le solicitó audazmente un pase para regresar a Inglaterra y, cuando no se lo concedieron, llegó sin uno el 14 de junio. El gobierno lo arrestó de inmediato y lo alojó en Newgate, desde donde continuó importunando a Cromwell para su protección y prometiendo vivir tranquilamente si podía quedarse en Inglaterra. Su juicio comenzó en Old Bailey el 13 de julio y concluyó con su absolución el 20 de agosto. Como de costumbre, Lilburne impugnó cada paso con la mayor pertinacia. "Realizó la gran hazaña que nadie más logró jamás, de extorsionar a la corte una copia de su acusación, para poder presentarla ante un abogado y ser instruido sobre las objeciones que podría presentar contra ella". Durante todo el juicio, la simpatía popular estuvo de su parte. Se presentaron peticiones en su nombre al parlamento, redactadas con tanta fuerza que los peticionarios fueron enviados a prisión. Las multitudes acudieron en masa para verlo juzgado; se profirieron libremente amenazas de rescate; y los boletos se distribuyeron con la leyenda:

¿Y qué, entonces morirá el honesto John Lilburne?

veinte mil sabrán la razón.

El gobierno llenó Londres de tropas, pero a pesar de sus oficiales, los soldados gritaron y tocaron sus trompetas cuando escucharon que Lilburne fue absuelta. Tal fue su popularidad que se acuñaron dos medallas para celebrar su absolución. Sin embargo, el gobierno se negó a dejar a Lilburne en libertad. Los miembros del jurado fueron convocados ante el Consejo de Estado, y se ordenó al Consejo de Estado que asegurara a Lilburne. El 28 de agosto fue trasladado de la Prisión de Newgate a la Torre de Londres, y el Teniente de la Torre fue instruido por el parlamento para rechazar la obediencia a cualquier recurso. El 16 de marzo de 1654, el Consejo ordenó que lo trasladaran al Castillo de Mount Orgueil, Jersey. El coronel Robert Gibbon, el gobernador, se quejó de que daba más problemas que diez caballeros.
El Protector ofreció a Lilburne su libertad si se negaba a actuar contra el gobierno, pero él respondió que no reconocería otra forma de su libertad que la forma de la ley. La salud de Lilburne se vio afectada por su encierro, y en 1654 se informó y describió su muerte. Su esposa y su padre solicitaron su liberación, y en octubre de 1655 lo llevaron de vuelta a Inglaterra y lo alojaron en el Castillo de Dover.

## Cuaquerismo y muerte
En 1656, se le permitió salir del castillo de Dover durante el día para visitar a su esposa e hijos, que se habían establecido en Dover. Fue aquí donde Lilburne conoció a Luke Howard, un cuáquero cuya serenidad lo impresionó y comenzó el proceso de su propia conversión. Lilburne se declaró convertido a los principios de los cuáqueros y anunció su conversión en una carta a su esposa.  El general Fleetwood mostró una copia de esta carta al Protector, quien al principio se inclinó a considerarla simplemente como un recurso político para escapar del encarcelamiento. Cuando Cromwell se convenció de que Lilburne realmente tenía la intención de vivir en paz, lo dejó en libertad condicional y parece haber continuado hasta su muerte con la pensión de 40 libres, una semana le permitió para su manutención durante su encarcelamiento. Más tarde se le permitió mantenerse alejado de la prisión durante varios días seguidos y comenzó a visitar congregaciones cuáqueras en Kent.
En el verano de 1657, mientras visitaba a su esposa, que esperaba su décimo hijo, Lilburne murió en Eltham el 29 de agosto de 1657 y fue enterrado en Moorfields, "en el  nuevo cementerio contiguo a Bedlam".
El 21 de enero de 1659, Elizabeth Lilburne solicitó a Richard Cromwell el pago de la multa impuesta a su marido por la ley del 30 de enero de 1652, y su solicitud fue concedida. El Parlamento en una petición similar recomendó la derogación de la ley, y la recomendación fue aprobada por el Parlamento Largo restaurado el 15 de agosto de 1659.

## Familia
Lilburne se casó con Elizabeth, hija de Henry Dewell. Durante su encarcelamiento en 1649 perdió dos hijos, pero le sobrevivieron una hija y otros niños.

## Importancia
Charles Harding Firth, escribiendo en el Dictionary of National Biography, consideró que la importancia política de Lilburne era fácil de explicar: en una revolución en la que otros discutían sobre los derechos respectivos del rey y el parlamento, siempre hablaba de los derechos de las personas. Su coraje intrépido y su capacidad de hablar lo convirtieron en el ídolo del pueblo. Con los "Institutos de los lawes de inglaterra" en la mano estaba dispuesto a enfrentarse a cualquier tribunal. Estaba dispuesto a atacar cualquier abuso a cualquier costo para sí mismo, pero su egoísmo apasionado lo convirtió en un campeón peligroso y continuamente sacrificó las causas públicas a los resentimientos personales. Sería injusto negar que tuviera verdadera simpatía por los que sufrían opresión o desgracia; incluso cuando él mismo estaba en el exilio, podía interesarse en las angustias de los prisioneros de guerra ingleses y ejercer lo que quedaba de su influencia para aliviarlos. En sus controversias era crédulo, descuidado con la verdad de sus acusaciones e insaciablemente vengativo. Atacó a su vez a todas las autoridades constituidas (señores, comunes, consejo de estado y consejo de oficiales) y, aunque era pendenciero, es justo señalar que nunca se peleó con sus camaradas más cercanos, Walwyn y Overton. Una vida de Lilburne publicada en 1657 proporciona este epitafio:

¡Se ha ido John y se ha ido Lilburne!
Adiós a Lilburne, y adiós a John...
Pero acueste a John aquí, acueste a Lilburne aquí,
Porque si alguna vez se encuentran, se pelearán.

## Imágenes
Existen los siguientes retratos contemporáneos de Lilburne:
1. un óvalo, de G. Glover, con el prefijo 'El juicio del hombre cristiano'. 1641.
2. el mismo retrato reeditado en 1646, con barrotes de prisión en la cara para representar el encarcelamiento de Lilburne.
3. un cuerpo entero que representa a Lilburne suplicando en el bar con los Institutos de los lawes de Inglaterra en la mano; con el prefijo de 'El juicio del teniente coronel. John Lilburne, por Theodorus Varax,' 1649.

## Representación ficticia
Lilburne fue interpretada por Tom Goodman-Hill en el drama televisivo de 2008 The Devil's Whore. En esta obra ficticia, se muestra que Lilburne murió en prisión mientras su esposa, Elizabeth, lo visitaba. También fue interpretado por Michael Pennington en la obra de televisión de 1981 A Last Visitor for Mr. Hugh Peter, y por Gerald Kyd en el estreno de 2012 de la obra  55 Días.
El teniente coronel John Lilburne tiene un regimiento en su honor en la Sociedad del Nudo Sellado (que recrea batallas históricas).
En 1997, el cantautor Rev Hammer lanzó un álbum conceptual llamado "Freeborn John". contando la historia de John Lilburne. El álbum contó con contribuciones musicales y vocales de Maddy Prior, Rose Kemp, Eddi Reader, Rory McLeod, miembros de The Levellers, y Justin Sullivan junto con otros miembros del New Model Army.

## Premio John Lilburne
La Citizens in Charge Foundation honra cada mes a una persona u organización que defiende los derechos en los EE. UU.

## Otras lecturas
- Braddick, Michael. The Common Freedom of the People: John Lilburne and the English Revolution (Oxford University Press, 2018).
- Foxley, Rachel (2004), «John Lilburne and the citizenship of 'free-born Englishmen'», The Historical Journal 47 (4): 849-874, JSTOR 4091659, doi:10.1017/S0018246X04004005.
- Hill, Christopher (1991). The World Turned Upside Down – Radical Ideas During the English Revolution. Penguin.
- Hill, Christopher (1993). The English Bible and the Seventeenth Century Revolution. Penguin.
- Manning, Brian (1996). Aristocrats, Plebeians and Revolution in England 1640–1660. Pluto Press.
- Hammer, Rev. «Rev Hammer's concept album about the life of Freeborn John». Archivado desde el original el 6 de mayo de 2021. Consultado el 5 de agosto de 2010.